# Bastia
Bastia este un oraș în Franța, prefectura departamentului Haute-Corse în regiunea Corsica.

## Personalități
- Vincent de Moro Giafferi (1878–1956), avocat, poreclit „Grand Moro”
- Michele Viale-Prelà (1799-1860), cardinal, călător prin Transilvania
- César Campinchi (1882–1941), avocat și politician francez
- César Vezzani (1888–1951), cântăreț tenor de operă
- Jose Luccioni (1903–1978), cântăreț tenor de operă
- John Bernard (1893–1983), politician american, reprezentând Minnesota în Camera Reprezentanților
- Angelo Rinaldi (n. 1940), scriitor și membru al Academiei Franceze
- Henry Padovani (n. 1952), chitaristul original al The Police
- Adil Rami (n. 1985), jucător de fotbal
- Baptiste Giabiconi (n. 1989), cântăreț de muzică pop și model
- Jean Bastia (n. 1919), regizor de film, scenarist și producător de film